# Franz Calustro
Álvaro Franz Calustro Cárdenas (Cochabamba, 9 de março de 1974) é um futebolista boliviano. 

## Carreira
Disputou a Copa América de 2001 pela Seleção Boliviana. Atualmente, defende o Real Mamoré.